# Pauline Wingelaar
Pauline Wingelaar (2 februari 1986) is een Nederlands presentatrice en mediapersoonlijkheid. Ze heeft deelgenomen aan diverse televisieprogramma’s en verscheen later op televisie en online kanalen als presentatrice.

## Levensloop
Wingelaar heeft haar bekendheid te danken aan haar medewerking aan de RTL 5-realityserie Echte Gooische meisjes, waarin zij van oktober 2008 tot en met mei 2010 met andere Gooische meisjes gevolgd werd in hun luxe leven. In 2009 was zij eveneens te zien in de spin-off serie Echte Gooische meisjes in de bijstand. Datzelfde jaar had ze tevens een rol in de videoclip Darryl Express van rapper Darryl en stond ze daarnaast als naaktmodel in het decembernummer van de Playboy.
Na het stoppen van de serie kreeg Wingelaar haar eigen realityserie met zanger Paul Turner die van juli 2012 tot en met oktober 2012 uitgezonden werd door RTL XL. In de serie werden de twee gevolgd terwijl zij verschillende activiteiten in Nederland deden. In datzelfde najaar maakte Wingelaar haar acteerdebuut in de bioscoopfilm Sint & Diego: De Magische Bron van Myra.
In het najaar van 2013 maakte Wingelaar haar presentatiedebuut in het RTL 4-programma RTL Wintertijd, waar ze samen met Laura Ponticorvo het onderdeel De Wintercheck presenteerde. In de jaren die volgden presenteerde Wingelaar onder andere de programma's Man up Mika en Celebrity Matchmaker en was ze van 2019 tot en met 2020 te zien als deskundige / reporter bij RTL Boulevard. Naast het presenteren van programma's is ze actief als presentatrice van evenementen.
In november 2020 keerde Wingelaar met de originele 'Gooische meisjes' terug in de Videoland-spin-off-serie Echte Gooische moeders. Wegens de positieve reacties werd deze met meerdere seizoenen en specials verlengd.
Daarnaast heeft Wingelaar in de loop der jaren haar medewerking geleverd aan diverse andere televisieprogramma's als deelneemster of panellid, waaronder in Echte meisjes in de jungle, Sterren Springen op Zaterdag, Shopping Queens VIPS, Ranking the Stars, Chateau Meiland VIPS en Moordfeest. In het najaar van 2024 werd zij tweede in RTL 4-programma Het perfecte plaatje.

## Privé
Wingelaar trouwde op 26 juli 2014 met haar partner. Samen kregen ze drie kinderen, waaronder een stilgeboren dochter.

## Filmografie

### Televisie

#### Realityserie
- 2008-2010: Echte Gooische meisjes
- 2009: Echte Gooische meisjes in de bijstand
- 2012: De zomer van Paul en Pauline
- 2020-heden: Echte Gooische moeders
  - 2022: Echte Gooische Moederdag
  - 2022: Echte Gooische moeders: La Dolce Vita

#### Presentatrice
- 2013: RTL Wintertijd, presentatieduo met Laura Ponticorvo
- 2017-2018: Man up Mika
- 2019-2020: RTL Boulevard, als deskundige / reporter
- 2021: Celebrity Matchmaker

#### Overig
- 2009: WieKent Nederland
- 2009: Ik kom bij je eten
- 2010, 2023: Ik hou van Holland
- 2011: Echte meisjes in de jungle
- 2012: Wie is de reisleider?
- 2012: Sterren Springen op Zaterdag
- 2012: Topchef tegen Sterrenchef
- 2013: Jouw vrouw, mijn vrouw VIPS
- 2015: Shopping Queens VIPS
- 2021: Ranking the Stars
- 2024: Chateau Meiland VIPS
- 2024: Marble Mania, met Leslie Keijzer en Bo Wilkes[19]
- 2024: Code van Coppens: De wraak van de Belgen, met Bo Wilkes
- 2024: Moordfeest
- 2024: Vier handen op één buik
- 2024: Het perfecte plaatje
- 2025: Het Jachtseizoen: Most Wanted, als voortvluchtige met Leslie Keijzer[20]

### Film
- 2012: Sint & Diego: De Magische Bron van Myra, als nieuwslezeres Plien Pingelaar
- 2014: Heksen bestaan niet, als tante van Katie
- 2024: Mees Kees op eigen benen, als juf Pauline